# Okaro White
Pour les articles homonymes, voir White.
Okaro White, né le 13 août 1992 à Brooklyn, est un joueur américain de basket-ball évoluant au poste d'ailier fort.

## Biographie
Non sélectionné à la draft NBA de 2014, Okaro White signe à la Virtus Bologne.
En juillet 2015, Okaro White participe à la NBA Summer League d'Orlando avec les Grizzlies de Memphis, ainsi qu'à celle de Las Vegas sous le maillot des Mavericks de Dallas, mais aucune des deux équipes ne le signe.
Le 7 août 2015, White signe un contrat d'un an au Aris Salonique. Avec l'Aris, il atteint la demi-finale du championnat grec où ils se font éliminer 3-2 par le Panathinaïkos.
En 2016, il est une nouvelle fois invité à la NBA Summer League, cette fois par le Heat de Miami, qui se conclura par un deal avec le Heat le 15 juillet 2016. Il n'est cependant pas conservé par Miami après avoir disputé 6 matchs de pré-saison. Il est toutefois récupéré par le Skyforce de Sioux Falls, une équipe de la NBA Development League affiliée au Heat de Miami. Handicapé par plusieurs blessures dans son effectif, le 17 janvier 2017, le Heat signe Okaro White pour un contrat de 10 jours. Le 27 janvier 2017, White signe un second contrat de 10 jours avec Miami qui résultera en un contrat définitif jusqu'à la fin de la saison 2016-2017.
Le 8 février 2018, Okaro White est transféré aux Hawks d'Atlanta en échange de Luke Babbitt, mais est coupé par les Hawks aussitôt le transfert effectué. Le 18 mars 2018, après un mois passé comme agent libre, Okaro White signe un contrat de dix jours avec les Cavaliers de Cleveland, lequel se résulte par un contrat définitif jusqu'à la fin de la saison 2017-2018. Toutefois, sous le maillot des Cavaliers, il ne dispute aucun match de saison régulière. Il est coupé par Cleveland le 5 août 2018. 
Le 22 novembre 2018, il s'engage pour le reste de la saison avec les Wizards de Washington. Le 20 décembre 2018, il est coupé par la franchise de la capitale en raison du recrutement de Ron Baker. Le 4 janvier 2019, Okaro White signe chez les Nets de Long Island, l'équipe de G-League affiliée aux Nets de Brooklyn.
En juillet 2021, Okaro White s'engage avec le Panathinaïkos, club athénien, pour une saison avec une saison additionnelle en option.